# Dear Esther
Dear Esther – eksperymentalna komputerowa gra przygodowa z widokiem pierwszoosobowym stworzona przez niezależne studio thechineseroom na systemy Microsoft Windows i OS X. Pierwotnie wydana w 2008 roku jako darmowa modyfikacja działająca na silniku Source, później w okresie od 2009 do 2011 roku została stworzona od nowa i wydana jako komercyjny produkt 14 lutego 2012 roku. Pozycja nie powiela tradycyjnych konwencji gier komputerowych, gdyż wymaga minimalnego wkładu ze strony gracza, bez dokonywania wyborów ani wykonywania zadań. Zamiast tego skupia się na fabule, której treść przekazywana jest w podzielonej na fragmenty epistolarnej formie w trakcie podróży po niezidentyfikowanej wyspie na Hebrydach.
Z tego względu status Dear Esther jako gry komputerowej był często kwestionowany przez recenzentów, niemniej jednak po premierze tytuł został przyjęty pozytywnie przez krytykę.

## Fabuła i rozgrywka
Gracz robi postępy w rozgrywce Dear Esther poprzez eksplorowanie bezludnej hebrydzkiej wyspy, w trakcie czego odtwarzane są czytane przez nieznanego mężczyznę fragmenty listu do kobiety o imieniu Esther. Gra sugeruje, iż narratorem jest mąż Esther, a ona sama zginęła w wyniku wypadku samochodowego. Monologi te wywoływane są w momencie dotarcia gracza na określone miejsce na wyspie i odtwarzane przez grę na wpół losowo, co oznacza, że w poszczególnych rozgrywkach generowane są odrobinę inne historie, jako że jedne nagrania są odtwarzane, a inne pomijane. W swoich listach narrator opisuje kilka nieznanych graczowi postaci. Jedną z nich jest kartograf Donnelly, który tworzył w przeszłości mapę wyspy. Narrator często odnosi się do książki, w której Donnelly opisał swoją podróż po wyspie. Inną wspomnianą postacią jest Paul, który prawdopodobnie spowodował wypadek, w którym zginęła Esther. Narrator opowiada też o Jakobsonie, XVIII-wiecznym pasterzu żyjącym niegdyś na wyspie, przybliżając jego dzieje. Częstymi motywami pojawiającymi się zarówno wizualnie, jak i w narracji, są kamienie nerkowe, jazda pod wpływem alkoholu, nawrócenie Pawła Apostoła, zakażona noga narratora, mewy, statki bez dna, liczba 21 oraz malunki przedstawiające schematy obwodów, struktury cząsteczek chemicznych i neurony.
W miarę postępów w grze tożsamości narratora, Esther, Paula, Donnelly’ego i Jakobsona stają się coraz bardziej niejasne z powodu częstych zmian tematu przez narratora i różnych sposobów odnoszenia się do postaci. Losowy wybór fragmentów listu powoduje niejednoznaczności i zmusza gracza do wysunięcia własnych wniosków.
Na końcu postać gracza dociera do znajdującego się w najwyższym punkcie wyspy masztu radiowego i w trakcie trwania ostatniego monologu narratora wspina się na jego szczyt po drabinie, a następnie skacze spadając na wybrzeże poniżej. Podczas spadania jej cień staje się cieniem ptaka, a następnie przelatuje brzegiem wyspy, docierając w końcu do papierowej łódki zrobionej z kartek listu do Esther. Czas gry wynosi około 2 godzin.

## Tworzenie
Dear Esther było początkowo modyfikacją stworzoną przez pracowników thechineseroom, gdy należeli oni jeszcze do projektu badawczego na University of Portsmouth. Projekt został sfinansowany dzięki stypendium przyznanym przez Arts and Humanities Research Council i był kierowany przez Dana Pinchbecka, profesora i wykładowcę na uniwersytecie.
W 2009 roku Robert Briscoe, były pracownik studia DICE, rozpoczął prace nad stworzeniem Dear Esther całkowicie od nowa, przy pełnym wsparciu ze strony Pinchbecka. Briscoe i studio thechineseroom pracowali równolegle nad remakiem, przy czym większość projektowania poziomów wykonał Briscoe w oparciu o grafiki koncepcyjne stworzone przez Bena Andrewsa. Przeprojektowując krajobraz wyspy, Briscoe miał na celu wyeliminowanie dezorientacji spowodowanej przez oryginalny układ gry oraz wypełnienie środowiska bogatszymi i ciekawymi wizualnie obiektami poprawiającymi surowy wygląd pierwowzoru. Kiedy studio wyczerpało początkowy budżet, twórcy zwrócili się do organizacji Indie Fund po wsparcie finansowe na zakończenie prac nad grą. Początkowo jej członkowie byli sceptycznie do tego nastawieni, jednak zmienili zdanie po zagraniu w produkcję. Gra została wydana tylko w języku angielskim, jednak powstało wiele fanowskich tłumaczeń, które uzyskały poparcie twórców i są promowane na jej oficjalnej stronie.

### Oprawa dźwiękowa
W obu wersjach produkcji głosu narratorowi użycza Nigel Carrington, jednak w remake’u jego kwestie zostały odpowiednio rozbudowane. Muzykę natomiast skomponowała Jessica Curry, freelancerowa kompozytorka i współreżyser w thechineseroom. Podczas prac nad remakiem Curry nadzorowała rearanżację partytury, aby była pełniejsza, zawierała więcej instrumentów i trwała prawie dwa razy dłużej, niż pierwotna. Kompozytorka inspirowała się głównie dziełami Thomasa Newmana, Johanna Sebastiana Bacha i zespołu Radiohead. Wokal jest wykonywany przez Clarę Sanbras. Oryginalna kompozycja została opublikowana za darmo 11 lipca 2008 roku, krótko po premierze samej modyfikacji, a zremasterowaną ścieżkę dźwiękową wydano 14 lutego 2012 roku za pośrednictwem serwisów Amazon i iTunes, a później także Bandcamp.
| Dear Esther Soundtrack (modyfikacja) | Dear Esther Soundtrack (modyfikacja) | Dear Esther Soundtrack (modyfikacja) |
| Nr                                   | Tytuł utworu                         | Długość                              |
| ------------------------------------ | ------------------------------------ | ------------------------------------ |
| 1.                                   | „The Beginning”                      | 1:16                                 |
| 2.                                   | „The Beach”                          | 2:04                                 |
| 3.                                   | „The Cave”                           | 3:22                                 |
| 4.                                   | „Jakobson”                           | 2:46                                 |
| 5.                                   | „Esther”                             | 3:42                                 |
| 6.                                   | „Always”                             | 7:22                                 |
| 7.                                   | „The Code”                           | 3:32                                 |
|                                      |                                      | 24:04                                |

| Dear Esther Original Soundtrack (remake) | Dear Esther Original Soundtrack (remake) | Dear Esther Original Soundtrack (remake) |
| Nr                                       | Tytuł utworu                             | Długość                                  |
| ---------------------------------------- | ---------------------------------------- | ---------------------------------------- |
| 1.                                       | „Dear Esther”                            | 1:13                                     |
| 2.                                       | „I Have Begun My Ascent”                 | 4:19                                     |
| 3.                                       | „Remember (Donnelly)”                    | 0:37                                     |
| 4.                                       | „Twenty One”                             | 2:52                                     |
| 5.                                       | „Golden Ratio”                           | 2:08                                     |
| 6.                                       | „Remember (Paul)”                        | 0:37                                     |
| 7.                                       | „On the Motorway”                        | 2:00                                     |
| 8.                                       | „Standing Stones”                        | 2:08                                     |
| 9.                                       | „Always (Hebridean Mix)”                 | 9:04                                     |
| 10.                                      | „The Bones of Jakobson”                  | 3:42                                     |
| 11.                                      | „Remember (Jakobson)”                    | 0:48                                     |
| 12.                                      | „This Godforsaken Aerial”                | 3:26                                     |
| 13.                                      | „Moon in My Palm”                        | 2:41                                     |
| 14.                                      | „Remember (Esther)”                      | 0:36                                     |
| 15.                                      | „Always (Sanford Mix)”                   | 7:15                                     |
| 16.                                      | „The Very Air”                           | 1:17                                     |
| 17.                                      | „Ascension”                              | 3:00                                     |
|                                          |                                          | 47:43                                    |

## Odbiór i sprzedaż

### Modyfikacja
W 2008 roku oryginalna modyfikacja została zaprezentowana na wystawie poświęconej animacji na Ars Electronica oraz dostała się na listę 100 najlepszych modyfikacji serwisu Mod DB. W 2009 roku wygrała nagrodę za najlepszy świat lub historię na gali Indiecade Independent Game, a w 2010 została wyróżniona jako najlepszy nadchodzący mod w serwisie Mod DB.
W 2009 roku Lewis Denby, recenzent serwisu Honest Gamers, pochwalił grę stwierdzając, że wywołuje emocje, do których niewiele gier ośmiela się zbliżyć oraz oświadczył, że jej ścieżka dźwiękowa tworzy imponująco eteryczną atmosferę. Pomimo wyróżnień za koncept i fabułę, narzekano na słabą konstrukcję poziomów i liczne problemy w poruszaniu się w terenie.

### Remake
Po sześciu godzinach od premiery remake’u Dear Esther w serwisie Steam sprzedano ponad 16 000 kopii gry, dzięki czemu przychody pokryły koszty produkcji.
W 2012 roku remake zebrał głównie pozytywne recenzje uzyskując średnią ocen 75/100 w agregatorze Metacritic i 70,23% w GameRankings. Mimo wątpliwości, czy naprawdę stanowi grę komputerową, recenzenci chwalili jej oryginalność i wypowiadali się pozytywnie o narracji, szczegółowości poziomów, oprawie graficznej i dźwiękowej. Niektórzy jednak, jak np. Allistair Pinsof z serwisu Destructoid, stwierdzili, że rozgrywka jest liniowa i nudna, a produkcja byłaby lepsza, gdyby była filmem krótkometrażowym. Marcin Traczyk z czasopisma „CD-Action” napisał, że „twórcom udało się wyjść poza znane konwencje i zaoferować coś dotąd niespotykanego, ale przy tym strawnego jedynie dla bardzo wąskiego grona” oraz „wywołuje ona niepowtarzalne poczucie osamotnienia, narastającego niepokoju i smutku – emocje w grach wręcz niebywałe”.
Na Independent Games Festival w 2012 roku twórcom przyznano za nią nagrodę Excellence in Visual Arts.
W lipcu 2012 roku sprzedaż wyniosła ponad 250 000 egzemplarzy, z czego 118 000 nabyto podczas letniej wyprzedaży na Steamie. 28 maja 2013 roku dzięki akcji Humble Indie Bundle 8 nastąpiła premiera gry w wersji na system Linux.